# Любча (Малопольське воєводство)
Любча (пол. Lubcza) — село в Польщі, у гміні Риглиці Тарновського повіту Малопольського воєводства.
Населення — 1984 особи (2011).

## Демографія
Демографічна структура станом на 31 березня 2011 року:
|          | Загалом | Допрацездатний вік | Працездатний вік | Постпрацездатний вік |
| -------- | ------- | ------------------ | ---------------- | -------------------- |
| Чоловіки | 990     | 253                | 628              | 109                  |
| Жінки    | 994     | 252                | 521              | 221                  |
| Разом    | 1984    | 505                | 1149             | 330                  |